# Самуель Цамбел
Самуель Цамбел (словац. Samuel Czambel; 24 серпня 1856 Словенска Люпча, Австрійська імперія — 18 січня 1909, Будапешт) — словацький вчений-мовознавець, славіст, філолог, перекладач.

## Біографія
З 1876 вивчав право, а потім славістику на філософському факультеті Будапештського університету. Продовжив навчання у Відні і Карловому університеті в Празі. Учень Мартіна Гаттала.
З 1879 працював в департаменті перекладів в Будапешті, де займався перекладами на словацьку мову законів Австро-Угорщини. У 1887-1896 — редагував урядову газету «Словацькі новини».
У 1899 став секретарем міністерства. З 1906 працював керівником Центру перекладів в Міністерстві внутрішніх справ імперії.
Похований на Народному цвинтарі в Мартіні (Словаччина).

## Наукова діяльність
Зробив значний внесок у створення сучасної орфографії словацької мови. Його аналітичні дослідження і нормотворча робота в області орфографії, фонетики, морфології і створенні словників зробили вирішальний вплив на формування сучасної літературної словацької мови.
Опублікував ряд робіт з лінгвістичних досліджень, зокрема:
- «Матеріали до історії словацької мови» (1887);
- «Словацька орфографія» (1890);
- «Нариси про словацької орфографії» (1891);
- «Новий словацько-угорський словник» (1891);
- «Керівництво по літературній словацькій мові» (1902).

Важливу роль в стабілізації словацької мови зіграла кодифікація Цамбела. У його роботі 1902 «Керівництво по літературній словацькій мові» (Rukoväť spisovnej reči slovenskej) були відображені поправки, внесені в літературну норму відповідно до тенденцій мовного розвитку і поглядами того часу на літературну мову. У 1916 і 1919 ця книга була перевидана Шкультетою з рядом доповнень і змін, протягом 30 років вона була основним посібником, що містить норми словацької мови.
Фольклорист. Займався збором і публікацією словацьких народних казок і переказів.

## Вибрані роботи
- A tót hangtan (1880)
- Príspevky k dejinám jazyka slovenského (1887)
- Slovenský pravopis (1890)
- K reči o slovenskom pravopise (1891)
- Potreba nového slovníka slovenského a maďarského (1891)
- Rukoväť spisovnej reči slovenskej (1902, 1919)
- A tótok elcsehesítése, vagy eloroszítása (1902)
- A cseh-tót invázió (1902)
- A cseh-tót nemzetegység múltja, jelene és jóvője (1902)
- Slováci a ich reč (1903)
- Slovenská reč a jej miesto v rodine slovanských jazykov (1906).